# Мать Мария (будущий фильм)
«Мать Мария» (англ. Mother Mary) — будущая эпическая мелодрама режиссёра Дэвида Лоури.

## Сюжет
Сюжет рассказывает об отношениях между вымышленной поп-звезды и её модельером.

## В ролях
- Микейла Коул — Сэм
- Энн Хэтэуэй — Мать Мария
- Хантер Шефер — Хильда
- Кайя Гербер
- Джессика Браун Финдлей
- Иэн Клиффорд
- FKA Twigs

## Производство
Первые новости о проекте появились в марте 2023 года. Было объявлено, что сценаристом и режиссёром фильма станет Дэвид Лоури, а в главных ролях снимутся Микейла Коул и Энн Хэтэуэй. В мае к актёрскому составу присоединился Хантер Шефер. Вскоре стало известно, что композитором фильма станет Дэниел Харт, помимо этого в саундтрек войдут песни Джека Антоноффа и Charli XCX. В марте 2024 года одну из ролей получила FKA Twigs.
Съёмки стартовали в Германии в мае 2023 года. В июле производство получило разрешение на продолжение съёмок во время забастовки SAG-AFTRA. 20 июля 2024 года Хэтэуэй объявила, что съёмки завершены.